# Anton Kosmač (politik)
Anton Kosmač, slovenski politik, * 14. januar 1854, Cerkno, † 6. oktober 1916, Cerkno.

## Življenje in delo
Bil je dolgoletni župan v Cerknem (1898-1912). Oktobra 1909 je bil na listi Slovenske ljudske stranke izvoljen za poslanca v goriški deželni zbor. Bil je vsestransko aktiven  in vpliven mož. Nekaj let je bil predsednik Podružnice Družbe sv. Cirila in Metoda ter tajnik  Hranilnice in posojilnice v Cerknem. Leta 1903 se je potegoval za mesto člana v tolminskem okrajnem šolskem svetu, kar pa mu ni uspelo. V času njegovega županovanja so v Cerknem zgradili Gospodarski dom z moderno mlekarno (1903), vodovod (1908) in električno omrežje, (1910). Z obliko javnih del, t. i. »rabut« so se v okolici Cerknega zgradile številne lokalne in gozdne ceste, začele pa so se tudi priprave na gradnjo stavbe sodišča. Kot deželni poslanec pa se je zavzemal za gradnjo lokalne železnice Idrija - zaselek Želin (ob Idrijci) - Sv. Lucija (sedaj Most na Soči).